# Joan Cassià
Cassià conegut com a Joannes Massiliensis o Joannes Eremita (c. 360 - c. 435) fou el principal teòric dels semipelagians i fundador de fraternitats monàstiques a l'Europa occidental. És venerat com a sant per diverses confessions cristianes.

## Biografia
Va néixer vers el 360 en lloc desconegut, però probablement a Escítia Menor, a l'actual Romania.
A la seva obra Confessions narra com vers 378 o 380, la seva crida espiritual el va portar amb el seu amic d'infantesa Germà (Germanus) a viatjar a Palestina, «per a formar-nos en la milícia espiritual, com així també en els sants exercicis del monestir» (Confessions. XVI, 1). Allà es feren monjos al monestir de Betlem i es familiaritzaren amb la vida cenobítica. Al cap de pocs anys emprengueren un viatge per conèixer als principals nuclis on es practicava la vida eremítica a Egipte. S'establiren al desert de Sceté, després de visitar els deserts de Celdes i de Nítria.
Van visitar als monjos dels deserts de Nitria i d'Escet, on van conèixer Evagri del Pont. Més tard, el 403, viatjaren per conèixer Joan Crisòstom, patriarca de Constantinoble qui l'ordenà de diaca.
Poc temps més tard, el 405, després que Crisòstom hagués estat deposat il·legalment i hagués d'exiliar-se, Cassià i Germà viatjaren a Roma comissionats pel clergat per demanar la intervenció del papa Innocenci I en defensa del patriarca Joan Crisòstom. Allà fou ordenat Cassià com a prevere i, probablement, morí Germà. Va conèixer Pelagi (Pelagius) i Rufí d'Aquileia com, també a Melania la Jove.
No se'n torna a parlar fins al 415 quan es troba a la Gàl·lia, concretament a Marsella, on va viure la resta de la seva vida. Allà va fundar dos monestirs, un masculí i un altre femení. La tradició els identifica com de Sant Víctor i Sant Salvador, respectivament.
A l'actual Provença ja existia comunitats monàstiques com la de Menerbes fundada a la diòcesi d'Ate pel bisbe Càstor per a la qual Cassià escrigué les Institucions, formades per dotze llibres. Les seves obres i fundacions foren claus per la reedificació del monacat a Occident sobre l'àmplia tradició i experiència contemplativa que havia conegut a Orient. Volgué integrar els valors de l'anacoretisme amb l'estil cenobític d'Occident. Platejà una reforma audaç del monacat amb la voluntat retornar-lo als objectius que guiaven a les primeres comunitats cristianes. Els seus treballs foren una de les fonts recollides per la Regla de sant Benet.que aquest redactà entre els anys 534 i 550.
Va morir entre el 434 o 435.

## Posicionaments
Per a Cassià la recerca de la unitat amb Déu comprèn la purificació total de l'esperit i deslliurar-se completament de tot i de totes les coses. El mètode és recollit a les Institucions i les Col·lacions. Les primeres parlen de la persona exterior i la segona obra es refereix a la persona interior.

Joan Cassià era contrari a la doctrina d'Agustí d'Hipona i defensava que Déu vol sense excepció que tots els humans accedeixin a la salvació. Sostenia que era cada persona qui amb el seu lliure albir pot acollir o refusar la gràcia. Posicionament que suscità una important controvèrsia sorgida poc temps abans de la seva mort i en la qual Cassià no hi va participar. Pròsper d'Aquitània fou un dels primers i més destacats oponents. Tot i que sempre considerà que Cassià era un home de virtuts extraordinàries.

## Obres
Les seves obres són: 
- De institutis coenobiorum libri XII, que va servir a Sant Benet de Núrsia per a redactar la seva regla monàstica
- Collationes Patrum XXIV
- De incarnatione Christi libri VII
- De spirituali medicina monachi, seu. Dosis medical ad exinaniendos animi affectus
- Theologica vonfessio et De conflictu vitiorum et virtutum
- Vita S. Victoris martyris

i altres.

## Veneració
Fou venerat com a sant poc després de la seva mort. A Marsella es feia un festival en la seva memòria el 25 de juliol.